# Ooencyrtus cinctus
Ooencyrtus cinctus är en stekelart som beskrevs av Prinsloo 1987. Ooencyrtus cinctus ingår i släktet Ooencyrtus och familjen sköldlussteklar. Inga underarter finns listade i Catalogue of Life.